# Герберт Веллс
Ге́рберт Джордж Веллс (англ. Herbert George Wells; 21 вересня 1866, Бромлі — 13 серпня 1946, Лондон) — англійський письменник, найбільш відомий як письменник-фантаст, хоча має значний доробок праць історичних, на політичну тематику, публіцистики та настільних ігор. Поряд з Мері Шеллі, Едгаром Елланом По та Жулем Верном, вважається одним із засновників сучасної наукової фантастики.

## Життєпис

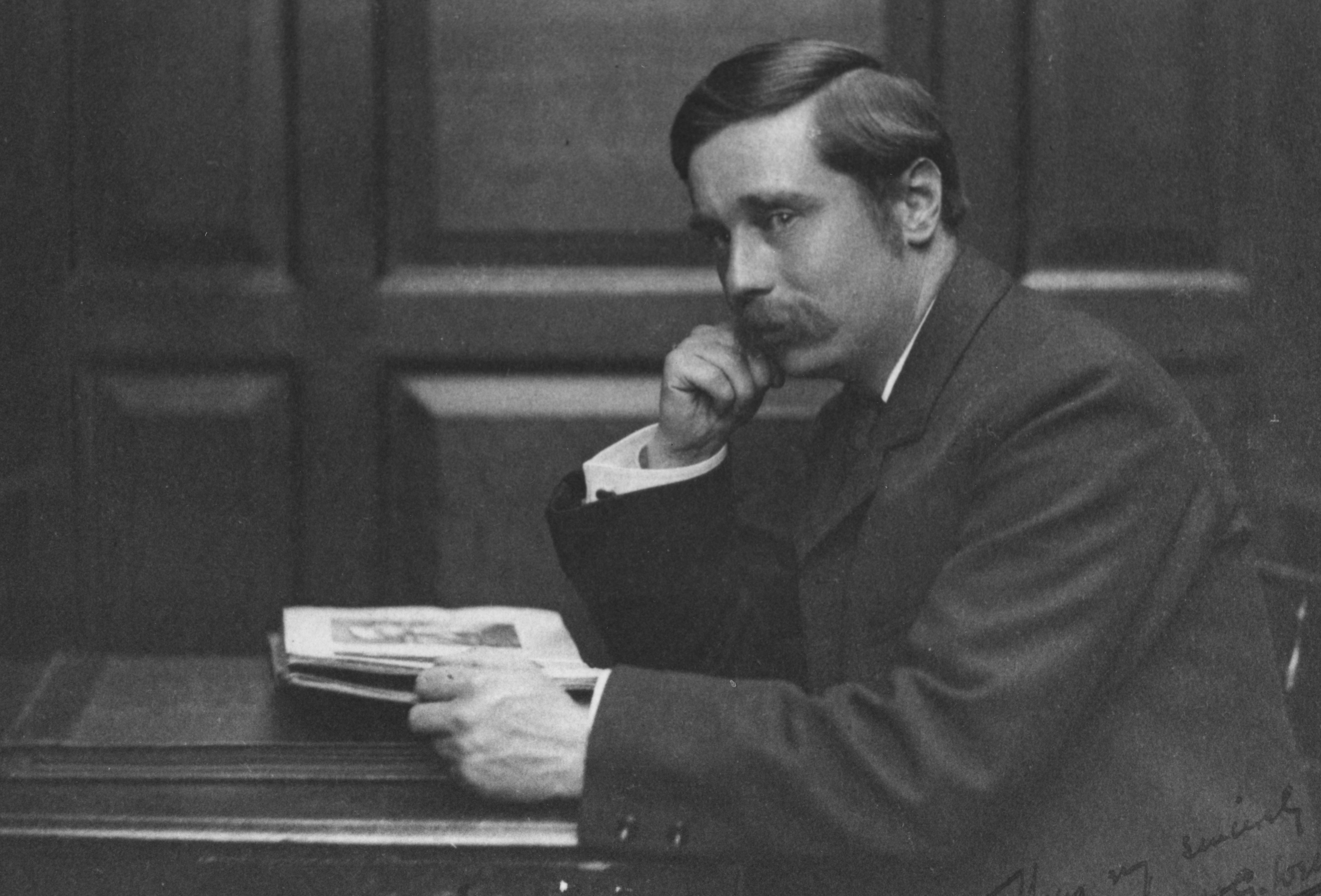
Герберт Веллс близько 1890 р.

Народився 21 вересня 1866 в передмісті Лондона Бромлі. Його батько, Джозеф Веллс, був садівником, потім професійним гравцем у крикет; пізніше утримував крамницю, проте розорився через травму стегна. Мати, Сара Ніл, щоб утримувати сім'ю працювала служницею в багатому будинку «Аппарк» (пізніше описаному Веллсом в романі «Тоно Бенге»). Батьки не ладнали, бо мати була протестанткою, а батько — вільнодумцем. Однією з умов її роботи було те, що їй не дозволялося мати в маєтку житлову площу для чоловіка та дітей. Після цього вони з Джозефом жили окремо.
Освіту одержав у класичній школі Мідгерст і в Кінґз-коледжі Лондонського університету, але багато читав сам. Після учнівства в торговця сукном і роботи в аптеці побував вчителем у школі, викладачем точних наук і помічником зоолога, пропагандиста дарвінізму Томаса Гакслі. Він припинив навчання в 1887 році, захоплювався ідеями «Держави» Платона, проте невдовзі звернувся до ідей тогочасного соціалізму. Протягом 1888 року залишався в Сток-он-Тренті, живучи в Басфорді. В 1890 році Веллс отримав ступінь бакалавра наук із зоології за зовнішньою програмою Лондонського університету. В 1889—1890 роках йому вдалося отримати посаду вчителя в школі «Генлі» у Лондоні, де він навчав майбутнього письменника Алана Мілна.
До 1893 року відносяться його перші публікації як есеїста і новеліста в популярних газетах і журналах: «Pall Mall Gazette», «Pall Mall Budget». Це дозволяє йому розпрощатися з викладацькою діяльністю і стати журналістом, не обтяженим належністю до будь-якої конкретної агенції (фрилансером). До того ж він отримує замовлення на серію повістей і романів з науковим ухилом.
Після короткого і невдалого шлюбу з двоюрідною сестрою в 1891 році, він одружився в 1895 році з Кетрін Роббінс, яка була однією з його учениць; у них було двоє дітей. Кетрін поділяла погляди Герберта на «вільне кохання». Герберт мав романи також із романістками Дороті Річардсон, Елізабет фон Арнім і Ребеккою Вест. Він схвалював євгеніку як заохочувану практику та виступав за стерилізацію носіїв генетичних «збоїв».
Веллс називав себе «соціалістом», проте «не марксистом». Після вступу в 1903 році до Фабіанського товариства, він потім став критикувати його діяльність, випустивши текст «Помилки Фабіана» (1906). Він виступав за те, що Товариство повинне прагнути до масового членства та більш радикальних реформ. Керівники Товариства переймалися через репутацію Веллса як некерованого та сексуально розбещеного чоловіка. В 1908 році він подав у відставку з Товариства.
Протягом творчого життя (з 1895) Веллс написав близько 40 романів і багато оповідань, більше десятка полемічних творів на філософські теми і приблизно стільки ж робіт про перебудову суспільства, дві всесвітні історії, близько 30 томів з політичними і соціальними прогнозами, більше 30 брошур на теми про Фабіанське товариство, озброєння, націоналізм, загальний мир тощо, 3 книги для дітей і автобіографію.
Його першим художнім твором був роман «Машина часу» (The Time Machine, 1895) — про подорож винахідника у віддалене майбутнє. Потім з'явилися «Острів доктора Моро» (The Island of Dr. Moreau, 1896), «Людина-невидимка» (The Invisible Man, 1897), «Війна світів» (The War of the Worlds, 1898), «Перші люди на Місяці» (The First Men in the Moon, 1901, екранізований 2010 року каналом ВВС — «Перші люди на Місяці»). Ці романи забезпечили письменникові славу найзначнішого експериментатора в жанрі наукової фантастики і показали його здатність зробити правдоподібною найзухвалішу вигадку. Згодом у подібних творах, наприклад у романі «Звільнений світ» (The World Set Free, 1914), він сполучив наукову достовірність із політичними прогнозами про прийдешню всесвітню державу.

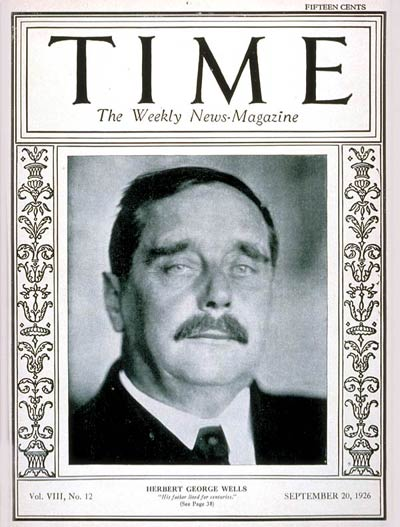
На обкладинці журналу «Time», 1926 р.

У своїх творах письменник демонструє неабиякий талант у зображенні характерів і побудові фабули, приправляє оповідання гумором, та інколи сюжет витісняють роздуми про науку, лекції про всі мислимі і немислимі предмети, відгуки на актуальні події, так що лише деякі з його творів містять складові, які можуть гарантувати їм довговічність. Багато творів автора в тій чи іншій мірі автобіографічні. Веллс визнав, що єдина книга, у якій заявлені найістотніші ідеї його життя, це «Що ми робимо зі своїми життями?» (What Are We to Do With Our Lives?, 1931). Хоча деякі критики визначають автобіографічний слід в оповіданні «Двері в стіні», де сюжет є філософськи завуальованою метафорою до роздумів автора щодо суїциду. У творі двері символізують перехід до довгоочікуваного потойбічного життя. Протагоніст не наважується на самогубство, але пізніше згадує той шанс і жалкує. А найважливішою своєю працею вважав «Праця, багатство і щастя людства» (The Work, Wealth, and Happiness of Mankind, 1932). Однак до широких читацьких кіл він пробився завдяки книзі «Нарис історії» (The Outline of History, 1920), яка багато років була в списках бестселерів.
У 1918 році Веллс працював у британському Бюро військової пропаганди. Був одним із 53-х провідних британських авторів — до числа яких входили Редьярд Кіплінг, Томас Гарді та сер Артур Конан Дойл. Разом вони відкрито засуджували німецьке вторгнення в Бельгію.
Веллс двічі відвідував Радянську Росію, зустрівшись із Леніним у 1920 році та Сталіним у 1934 році. Разом з тим його ліберальні погляди не дозволяли йому прийняти сталінізм. Під час Другої світової війни він склав проєкт «Загальних прав людини», який був опублікований у листі до журналу «Times». Цей документ і його відстоювання значною мірою сприяли винесенню глобальних прав людини на політичний порядок денний у післявоєнний період і мали вплив на розробку Загальної декларації прав людини в 1948 році.
Веллс мав діабет і став у 1934 році співзасновником Діабетичної асоціації. Помер 13 серпня 1946 року у віці 79 років у своєму будинку за адресою Гановерська тераса, 13, у Лондоні. Тіло було кремовано.

## Творчість

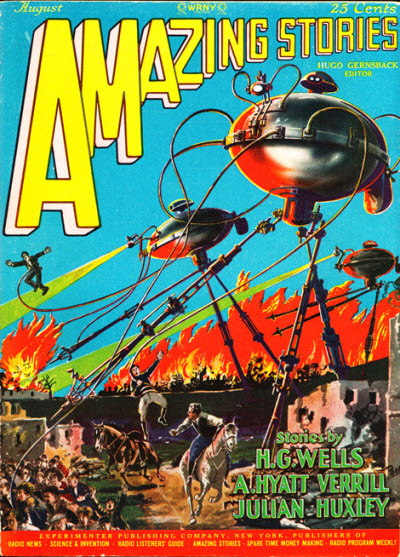
Напад марсіан з роману «Війна світів» у журналі «Amazing stories», 1927 р.

### Тематика
Літературна творчість Герберта Веллса включає багато жанрів: наукову фантастику, фентезі, антиутопію, сатиру та трагедію. Знаменитий передусім як письменник-фантаст, він писав багато нон-фікшн, включаючи біографії, автобіографії, соціальні коментарі та підручники. Разом із французьким письменником Жулем Верном поділяє титул «батька наукової фантастики».
Роман «Машина часу» (1895) одразу ж мав успіх і закріпив за Веллсом репутацію плідного автора оригінальних ідей, що продовжилося в «Чудесному візиті» (1895), «Острові доктора Моро» (1896), «Невидимцеві» (1897), «Війні світів» (1898), «Перших людях на Місяці» (1901), «Їжі богів» (1904). Фантастика Веллса, на відміну від творчості Жуля Верна, більш сатирична та песимістична, що відповідає поширеним у 1890-х роках настроям. Однак, любов до біології спонукала Веллса в цілому бачити майбутнє позитивним, хоча шлях до нього вбачався складним.
Із 1900-х він вирішив відмовитися від наукової фантастики на користь замальовок життя нижчого середнього класу, особливо в «Любов і містер Льюїшем» (1900), «Кіппс: Історія простої душі» (1905) та «Історія містера Поллі» (1910). У цих романах і в «Тоно Бенге» (1909) він спирався на спогади про власне життя. Приблизно в цей час він став активним соціалістом і в 1903 році приєднався до Фабіанського товариства, хоча незабаром почав критикувати його методи. Його конфлікт з однодумцями в 1906—1907 роках переказується в романі «Новий Макіавеллі» (1911). Його пізніші романи — це здебільшого дискусії на соціальні чи політичні теми того часу: «Бун» (1915), «Містер Брітлінг бачить це» (1916).
Перша світова війна похитнула віру Веллса в навіть короткочасний самостійний прогрес людства, і в наступних роботах він пропагував поширення знань і освіту як засіб відвернення катастроф. Веллс розпочав амбітну роботу з народної освіти, головними підсумками якої стали книги «Нарис історії» (1920; переглянуто в 1931), «Наука про життя» (1931), написана спільно з Джуліаном Гакслі та Джорджем Філіпом Веллсом (його старшим сином від другої дружини), а також «Праця, багатство і щастя людства» (1932). У той же час він продовжував публікувати художні твори, в яких його дар оповіді та діалогу майже повністю поступався місцем полеміці.
У 1936 році за сценарієм Веллса знято фільм «Прийдешнє». Тут Веллс повернувся до утопізму деяких попередніх книг, але в цілому його світогляд поступово ставав менш оптимістичним, і частина пізніших романів містять багато гіркої сатири. Страх перед трагічним неправильним поворотом у розвитку людства панує в його романах і байках, написаних наприкінці 1930-х років. З початком Другої світової війни він втратив впевненість у завтрашньому дні, і в «Розум на краю своєї натягнутої вузди» (1945) зобразив похмуре бачення майбутнього світу, де природа знищує людство.
Веллс крім того автор ігор з мініатюрами: «Ігри на підлозі» (1911) та «Маленькі війни» (1913).

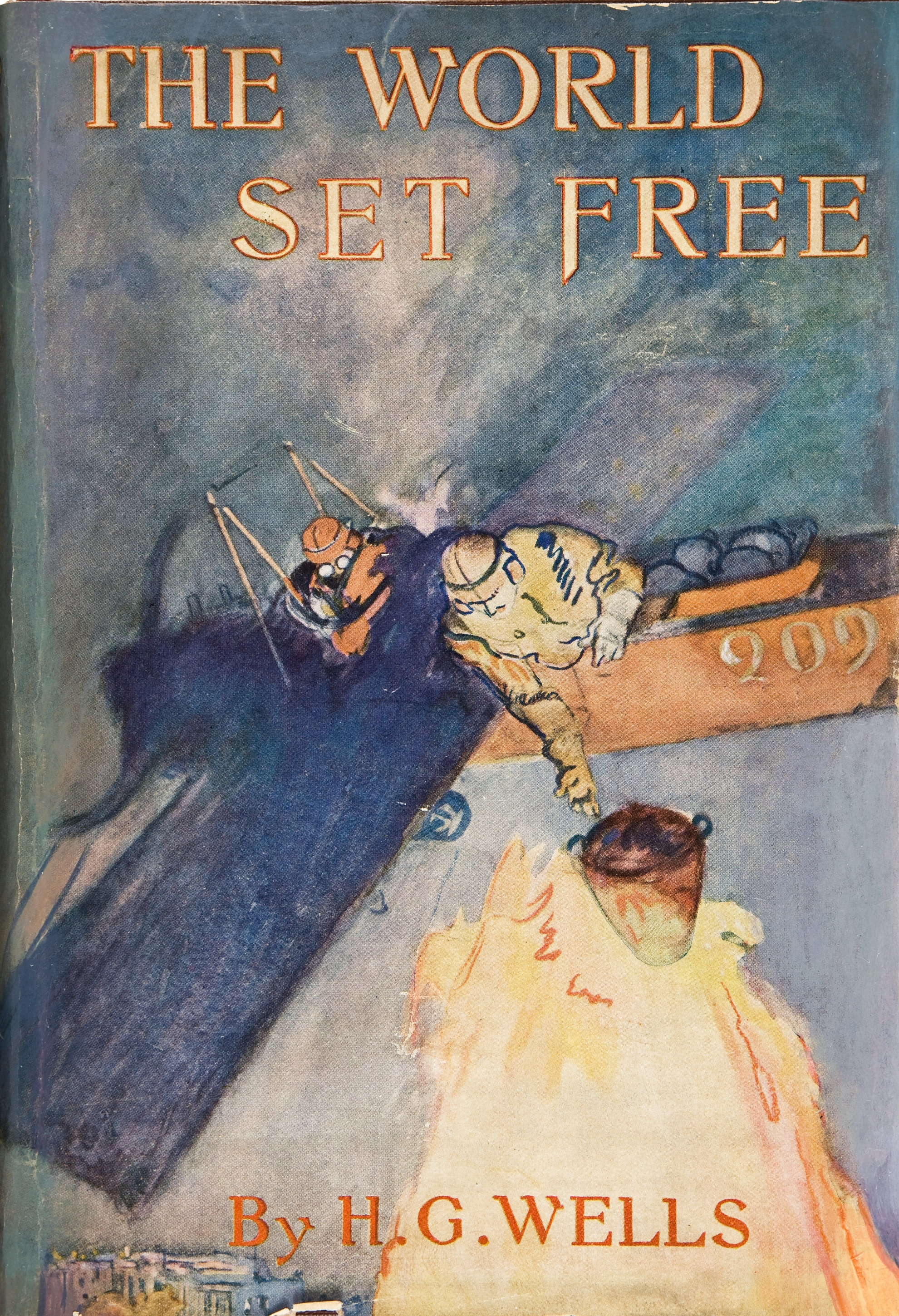
Обкладинка роману «Звільнений світ», 1914 р. Скидання з літака атомної бомби, як її уявляв Веллс.

### Передбачення
Герберт Веллс — автор багатьох наукових передбачень, хоча він більше цікавився тим, якими можуть бути наслідки розвитку технологій, менше уваги приділяючи деталям їхньої роботи. За «Острів доктора Моро» (1896) Веллсу іноді приписують передбачення генної інженерії (хоча в романі перетворення тварин на людей відбувалося хірургічним шляхом). У «Війні світів» (1898) показано інопланетні пристрої, що за дією нагадують лазери чи мікрохвильову зброю. В «Коли сплячий прокидається» (1899) Веллс передбачив аудіокниги, літаки та телевізори, а в «Люди як боги» (1923) описав голосову пошту. В «Звільненому світі» (1913) змальовано атомні бомби (хоча в творі їхня руйнівна сила та розміри набагато менші, ніж на практиці, а вибух горів багато днів) та доктрину взаємного знищення. У «Війні в повітрі» (1908) він передбачив використання воєнних літаків. Разом з тим машина часу та невидимість людини — найвідоміші винаходи в творах Веллса, лишилися нездійсненими. У збірці «Світовий розум» (1938) письменник передбачив всесвітню мережу. Веллсу часто приписується введення в широкий обіг слова «секс» у значенні статевої активності через роман «Любов і містер Льюїшем» (1900).
Він вважав, що за допомогою того, що спочатку назвав «індуктивною історією», а пізніше «екологією людини» можна скласти схему можливостей майбутнього та спонукати людей розумно використовувати ці можливості. Таким чином Веллс стоїть біля витоків футурології. Іноді саме Веллсу приписується ініціатива в створенні ООН, що відповідає його мрії про «світову державу».

## Основні твори

#### Збірки новел
- «Викрадена бацила та інші події» (The stolen Bacilus and Other Incidents, 1895)
- «Історія Платтнера та інші» (The Plattner Story and Others, 1897)
- «Казки простору і часу» (Tales of Space and Time, 1899)
- «Двадцять історій і мрії» (Twelve Stories and a Dream, 1903)
- «Країна сліпих та інші оповідання» (The Country of the Blind and Other Stories, 1911)

#### Науково-фантастичні романи
- Машина часу (The Time Machine, 1895)
- Острів доктора Моро (The Island of Dr. Moreau, 1896)
- Невидимець (The Invisible Man, 1897)
- Війна світів (The War of the Worlds, 1898)
- Перші люди на Місяці (The First Men in the Moon, 1901)

- Звільнений світ (The World Set Free, 1914)

- Любов і містер Льюїшем (Love and Mr. Lewisham, 1900)
- Кіппс (Kipps, the Story of a Simple Soul, 1905)
- Енн Вероніка (Ann Veronica, 1909)
- Тоно-Бунге (Tono-Bungay, 1909)
- Історія Містера Поллі (The History of Mr. Polly, 1910)
- Новий Макіавеллі (The New Machiavelli, 1911)
- Чудове дослідження (The Research Magnificent, 1915)
- Проникливість пана Брітлінга (Mr. Britling Sees It Through, 1916)
- Джоан і Пітер (Joan and Peter, 1918)
- Нарис історії (The Outline of History, 1920)
- Світ Вільяма Кліссолда (The World of William Clissold, 1926)
- Що ми робимо зі своїми життями? (What Are We to Do With Our Lives? 1931)
- Праця, багатство і щастя людства (The Work, Wealth, and Happiness of Mankind, 1932)
- Розум на краю своєї натягнутої вузди (Mind at the End of Its Tether, 1945)

## Переклади українською
Твори Герберта Веллса в Україні почали перекладати в 20-ті pp XX століття. Саме тоді починають свою діяльність ті, хто згодом становитиме кістяк українського перекладацького корпусу. Так, у київському видавництві «Слово» 1927 року в перекладі Михайла Калиновича вийшла збірка оповідань Герберта Веллса під назвою «Країна сліпих». 1930 року за редакцією Михайла Калиновича в об'єднаній «Книгоспілці» (Харків / Київ) окремим виданням з'явився перший том «Творів» Герберта Веллса, який містив оповідання та «Повість про дні майбутні», яке переклали Вероніка Гладка й Катерина Корякіна (випуск «Творів» Веллса тоді так і скінчився на першому томі). У 1936 році в перекладі Миколи Іванова з'являється переклад «Невидимої людини». Саме цей переклад за редакцією Дмитра Паламарчука друкується й в наступні роки: під назвою «Невидимець» спочатку в київському видавництві «Молодь» (1972 року) та в київському видавництві «Дніпро» у збірнику з серії «Вершини світового письменства» (у 1967 та 1977 роках). Загалом, видання 1967 (та друге видання збірника у 1977 році) київського видавництва «Дніпро» містило чотири романи Веллса: «Невидимець» і «Машина часу» (обидва у перекладі Миколи Іванова) та «Війна світів» й «Острів доктора Моро» (обидва в перекладі Дмитра Паламарчука).
У 1969 році до цих творів додається «Містер Блетсуорсі на острові Ремпан»[уточнити] у перекладі Володимира Легкоступа, надрукований у київському видавництві «Дніпро». Пізніше у 1988 році у київському видавництві «Веселка» в перекладі Олекси Логвиненка з'являється український переклад оповідання «У безодні» у однойменній збірці (до збірки також увійшли такі оповідання як «Викрадені бацили», «Незвичайна орхідея», «В обсерваторії Аву», «Незвичайний аукціон», «Острів епіорніса», «Лісовий скарб», «Чоловік, що робив алмази», «Дивовижний випадок з очима Девідсона», «У безодні», «Червоний гриб», «Містер Скелмерсдейл у чарівній країні», «Новий прискорювач», «Чарівна крамниця», «Правда про Пайкрафта», «Двері в стіні», «Як моя матуся сходила на Пік Смерті», «Кришталеве яйце, та Чудотворець»).
Хронологічний список українських перекладів:
- Верберт Велс. Борба світів. Переклад з англійської: невідомий. Вінніпеґ: Накладом «Канадийського Фармера». 1917. 117 стор. (Бібліотека «Канадийського Фармера», Чис. 6)[23] (pdf)
- Герберт Велс. Війна світів: фантастичний роман. Переклад з англійської: Григорій Піддубний (справжнеє ім'я Григорій Товмачів), передмова: С. Зеленецький. Київ: Держвидав України. 1921. 264 стор.

- (перевидання, 2-е вид.) Герберт Уеллс. Війна світів: фантастичний роман. Переклад з англійської: Григорій Піддубний. Київ: Держвидав України. 1929. 225 стор.

- Герберт Велс. Таємниці таксидермії. Переклад з англійської — А. Раставицький. Харків: Книгоспілка. 1926. 72 стор.
- Герберт Велс. Недосвідчений Дух. Переклад з англійської — М. Йогансен. Вапліте, 1927.
- Герберт Велс. Прокинувся. Переклад з англійської — Петро Дятлів. Харків: Український робітник. 1928 р. 305 стор.
- Герберт Велс. Кам'яна доба (П'ятдесят тисяч літ тому) (збірка оповідань). Переклад з англійської: Н. Ткаченко-Ходкевич. Київ: Час, 1929. 85 стор.
- Герберт Велс. Бог-скафандр. Переклад з англійської: ?. Київ: Сяйво, 1929. ? стор.
- Герберт Велс. Бог-динамо. Переклад з англійської: М. Б-ч. Харків: Книгоспілка. 1929. ? стор.
- Герберт Велз. Машина часу; пер. з англ. М. Іванов. — Одеса: Держлітвидав України, 1929. — 116 с.
- Г. Г. Веллс. Невидимий чоловік: Фантастична повість. — Вінніпег : Народне Видавництво, б.д. — 180 с.
- Герберт Велс. Дивна орхідея (фантастичні оповідання). Переклад з англійської: Вероніка Гладка й Катерина Корякіна. Харків, Київ: Книгоспілка, 1930. ? стор.
- Герберт Велс. Твори (Том 1. Повість про дні майбутні. Оповідання) [Архівовано 25 вересня 2018 у Wayback Machine.]. Переклад з англійської — Вероніка Гладка й Катерина Корякіна; за редакцією Михайла Калиновича. Переднє слово — Михайло Калинович. Харків, Київ: Книгоспілка, 1930. 299 стор.
- Герберт Велс. Країна сліпих (збірка оповідань). Переклад з англійської — Михайло Калинович. Передмова — Михайло Калинович. Київ: Слово, 1927 р. 135 стор.
- Уеллс Герберт. Невидима людина. Переклад з англійської — Микола Іванов. Харків, Одеса: Дитвидав ЦК ЛКСМУ, 1936 р., 139 стор.
  - (перевидання) Уеллс Герберт. Невидимець. Переклад з англійської — Микола Іванов, ілюстрації — В. Савадов. Київ: Молодь, 1972 р., 136 стор.
- Уеллс Герберт. Війна світів (збірник; до збірника ввійшли романи: «Машина часу», «Острів доктора Моро», «Невидимець», та «Війна Світів»). Переклад з англійської — Микола Іванов («Машина часу», «Невидимець» (за редакцією Дмитра Паламарчука)), Дмитро Паламарчук («Острів доктора Моро», «Війна Світів»), передмова — Тамара Денисова. Київ: Дніпро, 1967 р., 499 стор.
  - (перевидання) Уеллс Герберт. Війна світів (збірник; до збірника ввійшли романи: «Машина часу», «Острів доктора Моро», «Невидимець», та «Війна Світів»). Переклад з англійської — Микола Іванов («Машина часу», «Невидимець» (за редакцією Дмитра Паламарчука)), Дмитро Паламарчук («Острів доктора Моро», «Війна Світів»), передмова — Тамара Денисова. Київ: Дніпро, 1977 р., 466 стор. Друге видання. (Серія «Вершина світового письменництва»).
- Герберт Уелс. Боротьба світів.[24] За Гербертом Уелсом переповів: О. Заміський. Львів: «Самоосвіта». 1938. 48 стор. (найкращі оповідання видавництва «Самоосвіти»
- Уеллс Герберт. Містер Блетсуорсі на острові Ремполі. Переклад з англійської — Володимир Легкоступ (за редакцією Юрія Лісняка). Київ: Дніпро, 1969. 231 стор.
- Уеллс Герберт. У безодні (збірка; до збірки також увійшли повісті: Викрадені бацили, Незвичайна орхідея, В обсерваторії Аву, Незвичайний аукціон, Острів епіорніса, Лісовий скарб, Чоловік, що робив алмази, Дивовижний випадок з очима Девідсона, У безодні, Червоний гриб, Містер Скелмерсдейл у чарівній країні, «Новий прискорювач», Чарівна крамниця, Правда про Пайкрафта, Двері в стіні, Як моя матуся сходила на Пік Смерті, Кришталеве яйце, та Чудотворець). Переклад з англійської — Володимир Легкоступ (за редакцією Юрія Лісняка). Київ: Веселка, 1988. 312 стор. (серія «Пригоди. Фантастика»).
- Веллс Герберт. Машина часу. Переклад з англійської: Микола Іванов (за редакцією Дмитра Паламарчука); передм. та прим. Т. Н. Денисова. Харків: Фоліо / Київ: Ін-т л-ри ім. Т. Г. Шевченка НАН України, 2003. 478 стор. (Бібліотека світової літератури). ISBN 966-03-1965-7
- Веллс Герберт Острів епіорніса ; Викрадені бацили: оповід. / Г. Веллс ; пер. з англ. О. Логвиненка. — К. : Веселка, 2003. — 38 с. — (Золотий Жук. Диво-Пригоди).
- Веллс Герберт. Невидимець. Переклад з англійської — Микола Іванов (за редакцією Дмитра Паламарчука). Львів: Піраміда, 2006. 224 стор. (Серія «Піраміда пригод»).
- Веллс Герберт Невидимець, Машина часу. Переклад з англійської: Микола Іванов (за редакцією Дмитра Паламарчука); ілюстрації: Є. Рибальченко; обкладинка: Т. Кущ. Київ: Школа/НКП, 2009. 301 стор. (Серія «Світ неймовірних пригод», серія «Моя улюблена книжка») ISBN 966-661-506-1 (Школа), ISBN 966-339-482-Х (НКП)
- (літературний переказ) Герберт Уеллс. Війна світів. Літературний переказ з англійської: Володимир Хорошенко; ілюстрація палітурки: С. Лапина. Харків: Фактор. 2004, 2007. 112 стор. ISBN 978-966-312-237-4
- Герберт Веллс. Машина часу. Переклад з російської: Наталія Дідушок; художник: Марина Мосіаш; адаптація: Андрій Клімов. Харків: КСД. 2011. 238 стор. ISBN 978-966-14-1116-5 (Бібліотека пригод)
- Герберт Веллс. Невидимець. Машина часу. Переклад з англійської: Оксана Дідик, Володимир Лівар; ілюстрації: Наталія Клочкова. Київ: Країна Мрій, 2013. 315 стор. (Всеволод Нестайко радить прочитати). ISBN 978-617-538-248-6
- Герберт Веллс. Невидимець. Машина часу. Переклад з англійської: Микола Іванов (за редакцією Дмитра Паламарчука). Київ: Наш Формат, 2015. 236 стор. (Серія «Класика»). ISBN 978-617-7279-24-1
- Герберт Уеллс. Війна світів; Невидимець: романи. Переклад з англійської: Н. Філімонова, Г. Зайцева. Харків: КСД, 2016. 318 стор. (серія «Поринь у світ пригод»). ISBN 978-617-12-1513-9.
- Герберт Велз. Люди як боги: роман. Переклад з англійської: Святослав Михаць. Львів: Мендор І. І. 2017. 376 стор. ISBN 978-966-97552-2-3

## Цікавий факт
Герберт Веллс, за версією Велимира Хлєбнікова, був одним з Голів земної кулі.